# 首藤奉文
首藤 奉文（しゅとう ほうぶん、1943年（昭和18年）11月8日 - ）は、日本の政治家、元教諭。元大分県由布市長（3期）。

## 来歴
大分県庄内町（現・由布市）出身。大分県立大分上野丘高等学校卒業。1966年（昭和41年）3月、大分大学学芸学部卒業。同年4月、国語教諭として中学校に赴任する。
1999年（平成11年）2月、庄内町長に就任。2003年（平成15年）、2期目の当選。
2005年（平成17年）10月1日、大分郡挾間町・庄内町・湯布院町が新設合併して由布市が発足。これに伴って10月30日に行われた由布市長選挙に出馬。挾間町長の佐藤成己、湯布院町長の佐藤哲紹ら3人の候補者を破り初当選を果たした（首藤：8,538票、佐藤成己：8,424票、佐藤哲紹：7,161票、佐藤俊彦：796票）。
2009年（平成21年）、無投票で2期目の当選。2013年（平成25年）の市長選では自由民主党の推薦を受けた元市議を破り3期目の当選を果たした。
2017年の任期満了に伴う市長選挙には出馬せず、引退する意向であることを取材で明らかにし、副市長を務めていた相馬尊重を後継者に促し、出馬させている。なお、2017年10月22日に投開票が行われた市長選挙では、相馬が当選を果たしている。
2018年 春の叙勲で旭日小綬章を受章。